# Coopération et Développement
Coopération et Développement (arabe : إشراك وتطوير, hébreu : שיתוף ופיתוח, Shituf VePituah) est un parti politique arabe israélien éphémère.

## Histoire
Coopération et Développement est fondé le 5 juillet 1966 durant la 6e session de la Knesset, lorsque deux des trois partis arabes israéliens présents, Coopération et Fraternité et Progrès et Développement fusionnèrent. Les deux partis ayant deux sièges chacun, l'union en compta quatre, occupés par Seif-El-Din El-Zubi, Jabr Muadi, Elias Nakhleh et Diyab Obeid. 
Les deux partis appartenaient au gouvernement de coalition de Levi Eshkol, étant associés à l'Alignement, et le nouveau parti prit leur place comme membre de la coalition gouvernementale.
Cependant, le 1er janvier 1967, le parti éclata en ses composantes originelles. Plus tard, au cours de la session de la Knesset, les deux partis éclatèrent à nouveau, Jabr Muadi quittant Coopération et Fraternité afin de former le Parti druze, alors qu'Elias Nakhleh quittait Progrès et Développement pour fonder la Fraternité judéo-arabe. Lors des élections législatives de 1969, Jabr Muadi rejoignit Progrès et Développement alors qu'Elias Nakhleh rejoignait Coopération et Fraternité.